# Пратоваларино (Савона)
Пратоваларино је насеље у Италији у округу Савона, региону Лигурија.
Према процени из 2011. у насељу је живело 16 становника. Насеље се налази на надморској висини од 427 м.